# Bobsleigh als Jocs Olímpics d'Hivern de 2018 - quatre homes
La prova de quatre homes de bobsleigh  dels Jocs Olímpics d'Hivern de 2018 de Pyeongchang va ser una de les tres proves que conformà el programa oficial de bobsleigh dels Jocs. La prova es disputà entre el 24 i el 25 de febrer de 2018 a l'Alpensia Sliding Centre.

## Medaller
| Or                                                                             | Argent | Bronze |
| AlemanyaFrancesco Friedrich · Candy Bauer · Martin Grothkopp · Thorsten Margis | AlemanyaNico Walther · Kevin Kuske · Alexander Rödiger · Eric Franke Corea del SudWon Yun-jong · Jun Jung-lin · Seo Young-woo · Kim Dong-hyun |        |

## Resultats
Les dues primeres sèries es van disputar el 24 de febrer i les dues darreres el 25 de febrer.
| Pos. | Dorsal | CON                        | Corredors                                                                         | Cursa 1  | Cursa 2 | Cursa 3 | Cursa 4 | Total   | Temps perdut |
| ---- | ------ | -------------------------- | --------------------------------------------------------------------------------- | -------- | ------- | ------- | ------- | ------- | ------------ |
| 1    | 7      | Alemanya                   | Francesco Friedrich Candy Bauer Martin Grothkopp Thorsten Margis                  | 48.54 TR | 49.01   | 48.76   | 49.54   | 3:15.85 | –            |
| 2    | 8      | Alemanya                   | Nico Walther Kevin Kuske Alexander Rödiger Eric Franke                            | 48.74    | 49.16   | 48.90   | 49.58   | 3:16.38 | +0.53        |
| 2    | 1      | Corea del Sud              | Won Yun-jong Jun Jung-lin Seo Young-woo Kim Dong-hyun                             | 48.65    | 49.19   | 48.89   | 49.65   | 3:16.38 | +0.53        |
| 4    | 16     | Suïssa                     | Rico Peter Thomas Amrhein Simon Friedli Michael Kuonen                            | 49.05    | 49.16   | 48.87   | 49.51   | 3:16.59 | +0.74        |
| 5    | 10     | Letònia                    | Oskars Melbārdis Daumants Dreiškens Arvis Vilkaste Jānis Strenga                  | 48.82    | 49.39   | 48.91   | 49.53   | 3:16.65 | +0.80        |
| 6    | 9      | Canadà                     | Justin Kripps Jesse Lumsden Alexander Kopacz Oluseyi Smith                        | 48.85    | 49.28   | 48.95   | 49.61   | 3:16.69 | +0.84        |
| 7    | 14     | Àustria                    | Benjamin Maier Kilian Walch Markus Sammer Dănuț Moldovan                          | 49.10    | 49.21   | 49.03   | 49.56   | 3:16.90 | +1.05        |
| 8    | 6      | Alemanya                   | Johannes Lochner Christian Poser Christopher Weber Christian Rasp                 | 48.95    | 49.26   | 49.10   | 49.80   | 3:17.11 | +1.26        |
| 9    | 13     | Estats Units               | Codie Bascue Evan Weinstock Steven Langton Sam McGuffie                           | 49.09    | 49.26   | 49.08   | 49.77   | 3:17.28 | +1.43        |
| 10   | 12     | Letònia                    | Oskars Ķibermanis Jānis Jansons Helvijs Lūsis Matīss Miknis                       | 49.18    | 49.26   | 49.34   | 49.63   | 3:17.41 | +1.56        |
| 11   | 18     | França                     | Loïc Costerg Vincent Ricard Vincent Castell Dorian Hauterville                    | 49.09    | 49.36   | 49.19   | 49.92   | 3:17.56 | +1.71        |
| 12   | 21     | Canadà                     | Nick Poloniato Cameron Stones Joshua Kirkpatrick Ben Coakwell                     | 49.40    | 49.23   | 49.51   | 49.67   | 3:17.81 | +1.96        |
| 13   | 5      | Polònia                    | Mateusz Luty Arnold Zdebiak Łukasz Miedzik Grzegorz Kossakowski                   | 49.04    | 49.59   | 49.46   | 49.80   | 3:17.89 | +2.04        |
| 14   | 3      | Suïssa                     | Clemens Bracher Alain Knuser Martin Meier Fabio Badraun                           | 49.06    | 49.54   | 49.59   | 49.72   | 3:17.91 | +2.06        |
| 15   | 20     | Atletes Olímpics de Rússia | Maxim Andrianov Alexey Zaitsev Vasiliy Kondratenko Ruslan Samitov                 | 49.43    | 49.39   | 49.56   | 49.56   | 3:17.94 | +2.09        |
| 16   | 11     | Canadà                     | Christopher Spring Lascelles Brown Bryan Barnett Neville Wright                   | 49.06    | 49.54   | 49.46   | 49.86   | 3:17.96 | +2.11        |
| 17   | 17     | Regne Unit                 | Brad Hall Nick Gleeson Joel Fearon Greg Cackett                                   | 49.25    | 49.68   | 49.64   | 49.69   | 3:18.26 | +2.41        |
| 18   | 15     | Regne Unit                 | Lamin Deen Ben Simons Toby Olubi Andrew Matthews                                  | 49.44    | 49.45   | 49.66   | 49.74   | 3:18.29 | +2.44        |
| 19   | 22     | Estats Units               | Nick Cunningham Hakeem Abdul-Saboor Christopher Kinney Samuel Michener            | 49.60    | 49.50   | 49.74   | 49.70   | 3:18.54 | +2.69        |
| 20   | 19     | Estats Units               | Justin Olsen Nathan Weber Carlo Valdes Christopher Fogt                           | 49.62    | 49.71   | 49.66   | 49.56   | 3:18.55 | +2.70        |
| 21   | 2      | Txèquia                    | Dominik Dvořák Jaroslav Kopřiva Jan Šindelář Jakub Nosek                          | 49.07    | 49.97   | 50.05   | N/D     | 2:29.09 | N/D          |
| 22   | 24     | Àustria                    | Markus Treichl Ekemini Bassey Markus Glueck Marco Rangl                           | 49.73    | 49.83   | 49.68   | N/D     | 2:29.24 | N/D          |
| 23   | 23     | Brasil                     | Edson Bindilatti Edson Ricardo Martins Odirlei Pessoni Rafael Souza da Silva      | 49.75    | 49.94   | 49.80   | N/D     | 2:29.49 | N/D          |
| 24   | 28     | Txèquia                    | Jan Vrba Dominik Suchý David Egydy Jan Stokláska                                  | 49.73    | 49.81   | 50.05   | N/D     | 2:29.59 | N/D          |
| 25   | 4      | Austràlia                  | Lucas Mata David Mari Lachlan Reidy Hayden Smith                                  | 49.72    | 49.91   | 50.07   | N/D     | 2:29.70 | N/D          |
| 26   | 26     | R.P. de la Xina            | Shao Yijun Li Chunjian Wang Sidong Shi Hao                                        | 49.79    | 50.01   | 49.94   | N/D     | 2:29.74 | N/D          |
| 27   | 25     | Itàlia                     | Simone Bertazzo Lorenzo Bilotti Francesco Costa Simone Fontana                    | 49.92    | 49.94   | 50.02   | N/D     | 2:29.88 | N/D          |
| 28   | 27     | Croàcia                    | Dražen Silić Mate Mezulić Benedikt Nikpalj Antonio Zelić                          | 50.18    | 50.64   | 50.63   | N/D     | 2:31.45 | N/D          |
| 29   | 29     | Romania                    | Dorin Alexandru Grigore Florin Cezar Crăciun Levente Bartha Paul Septimiu Muntean | 50.55    | 50.79   | 50.81   | N/D     | 2:32.15 | N/D          |